# Dizzy Mizz Lizzy
Dizzy Mizz Lizzy é uma banda de rock alternativo da Dinamarca que começou em 1988. A banda consiste em Tim Christensen nos vocais e guitarra, Martin Nielsen no baixo e Søren Friis na bateria. O grupo se separou em 1998, mas em 2009 anunciaram um retorno. Apesar de terem bastante sucesso em seu país natal, a banda falhou em conseguir sucesso fora da Dinamarca, exceto o Japão, onde a banda vendeu 100.000 cópias de seus dois álbuns.

## História
Dizzy Mizz Lizzy foi formado no Hanssted School em Valby, um subúrbio de Copenhague, Dinamarca em 1988. Os três integrantes da banda são amigos nos tempos de estudantes do colégio. O nome é um derivado de uma música do Beatles que é cover de Larry Williams chamado de "Dizzy Miss Lizzy". A banda entrou no concurso DM i Rock, o campeonato de música dinamarquesa, em 1991. Apesar de ter chegado a final do campeonato, nenhuma gravadora queria assinar com a banda. Porém, dois anos depois, a banda entrou novamente no concurso e consegue vencer. O grande prêmio era uma sessão de gravações para um EP com 4 faixas. Com isso, a música Waterline, presente no EP, foi um sucesso nas rádios DR P3 e, conseqüentemente, isso fez com que a banda conseguisse um contrato com a EMI.
Trabalhando com o produtor Nick Foss, a banda lança seu primeiro álbum, com o nome da banda, em 1994. Foi um enorme sucesso na Dinamarca, atingindo vendas de 220.000 cópias. Quatro singles foram lançados do álbum: Silverflame, Barbedwired Baby's Dream, Love is A Loser's Game e Waterline. A turnê para promover o álbum foi um enorme sucesso, com todos os concertos com os ingressos esgotados. A banda fez uma performance no Roskilde Festival em 1994, no dia do aniversário de 20 anos de Tim Christensen.
Em 1996, novamente trabalhando com Nick Foss, a banda lançou seu segundo álbum Rotator, onde foi gravado no lendário estúdio Abbey Road Studios. O álbum, porém, falhou em alcançar o devido sucesso pela crítica e público do seu álbum anterior, porém, o álbum ganhou um prêmio no Grammy Dinamarquês pelo "Álbum de rock do ano".
Depois de cinco anos de turnês e gravações, a banda decide dar um tempo em 1997 e, um ano depois, a banda se separa. Tim Christensen decide começar sua carreira solo, lançando três álbuns entre 2000 e 2008, que sofreu bastante sucesso.
Em 2002, a banda lança uma coletânea, The Best of Dizzy Mizz Lizzy, contendo também uma performance ao vivo gravada em Århus, em 1996. A única performance durante o intervalo da banda (1998-2006) foi em um concerto-tributo de Agosto de 2006 chamado "Brandalarm" (Fire Alarm, ou Alarme de Incêndio), homenageando os artistas e músicos na qual o estúdio sofreu um incêndio.
Em 15 de Setembro de 2009, a banda anuncia uma turnê de retorno do Dizzy Mizz Lizzy que começa na Primavera de 2010 com concertos em Odense, Århus (2 shows), Ålborg, Esbjerg (2 shows) e Copenhague (4 shows), todos esgotados em questão de minutos. A banda também adicionou uma turnê no Japão para sua agenda, seguido de mais 30 shows na Dinamarca.

## Integrantes
- Tim Christensen - Vocais, guitarra
- Martin Nielsen - Baixo
- Søren Friis - Bateria

## Discografia
- Dizzy Mizz Lizzy (1994, EMI)
- Rotator (1996, EMI)
- The Best of Dizzy Mizz Lizzy (2002, EMI)